# Шапуль-Кенар
Шапуль-Кенар (перс. شپول کنار) — село в Ірані, у дегестані Руд-Піш, в Центральному бахші, шагрестані Фуман остану Ґілян. За даними перепису 2006 року, його населення становило 136 осіб, що проживали у складі 33 сімей.